# Cailly-sur-Eure
Cailly-sur-Eure è un comune francese di 239 abitanti situato nel dipartimento dell'Eure nella regione della Normandia.

## Società

### Evoluzione demografica
Abitanti censiti